# Babamedake

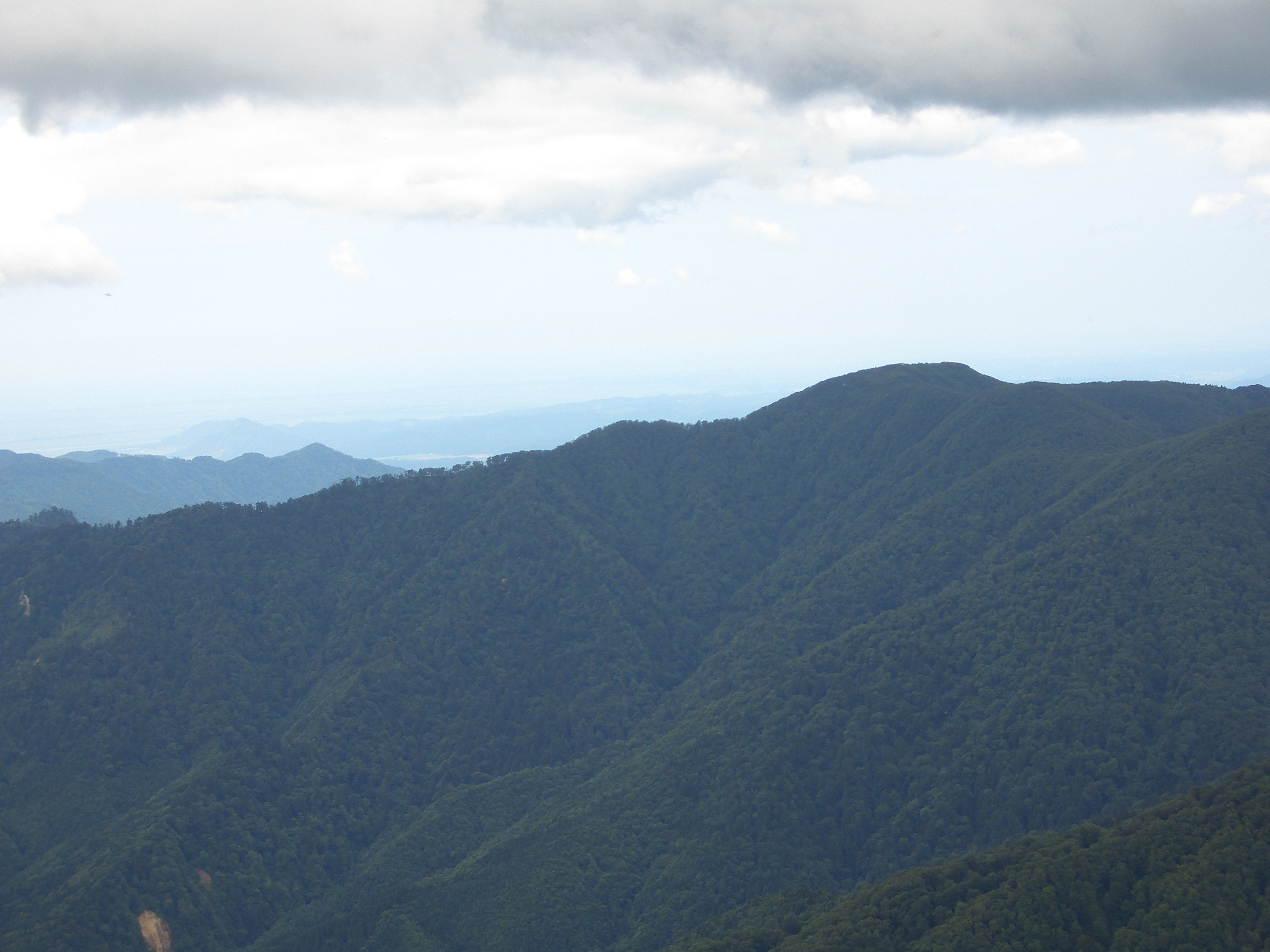
A cidade de Babamedake.

Babamedake (em japonês: 馬場目岳) é uma cidade localizada na província de Akita, Japão.